# قارن‌کوه
قارن کوه یا جبل قارن کوهی است در مازندران که نامش برگرفته از اسپهبد قارن فرزند سوخرا می‌باشد که هنگام پادشاهی خسرو انوشیروان بر بخشی از کوهستان پتشخوارگر فرمانروایی یافت. این ناحیه سرزمینی کوهستانی است که از کوه‌های لاریجان آغاز شده، بخش بندپی ، لفور و سوادکوه و هزارجریب باستانی را در بر می‌گرفته که مکان‌های ذکر شده همان پتشخوارگر بوده‌است. در حدود العالم دربارهٔ قارن کوه چنین آمده‌است : «کوه قارن، ناحیتیست کی مر او را ده هزار و چیزی دهست و پادشاهی او را سپهبد شهریارکوه خوانند و این ناحیتیست آبادان و بیشتر مردم وی گبرکانند و از روزگار مسلمانی باز پادشایی این ناحیت اندر فرزندان باو است.»

## در ادبیات
منوچهری دامغانی:
| برآمد زاغ رنگ و ماغ پیکر |  | یکی میغ از ستیغ کوه قارن |

## بن‌مایه
1. ↑  «جبل قارن (فرهنگ دهخدا)». واژه‌یاب.
2. ↑  تاریخ تبرستان و رویان و مازندران نوشتهٔ ظهیرالدین مرعشی ص ۵۹
3. ↑  مازندران و استراباد، یاسنت لوئی رابینو، ترجمان غلام‌علی وحید مازندرانی، علمی و فرهنگی، تهران، ۱۳۸۳، ص ۲۳
4. ↑  حدودالعالم من المشرق الی المغرب، نگارنده ناشناخته، به کوشش دکتر منوچهر ستوده، طهوری، تهران، ۱۳۶۲، ص۱۴۷